# Into the Dalek
"Into the Dalek" é o segundo episódio da oitava temporada da série de ficção científica britânica Doctor Who, transmitido pela primeira vez na BBC One em 30 de agosto de 2014. Foi escrito por Phil Ford e pelo showrunner e produtor executivo da série, Steven Moffat, e foi dirigido por Ben Wheatley.
No episódio, o alienígena viajante do tempo conhecido como o Doutor (Peter Capaldi) e sua acompanhante Clara Oswald (Jenna Coleman) entram no corpo de um Dalek ferido capturado por um grupo rebelde para determinar o que está tornando a criatura geralmente cheia de ódio em "boa".
Em sua transmissão inicial, o episódio foi assistido por 5,2 milhões de telespectadores no Reino Unido de acordo com números não oficiais, conquistando um share de 24,7% de toda a audiência da TV, tornando-o o segundo programa de maior audiência da noite, com o os números finais totalizando 7,29 milhões de telespectadores. Recebeu críticas positivas, em especial a caracterização do Dalek.

## Enredo
Danny Pink, um ex-soldado emocionalmente abalado por suas experiências, começa a ensinar matemática na Coal Hill School. Clara, professora de inglês da escola, o convida para um drink, que ele concorda. De volta ao seu escritório, Clara é informada pelo Décimo segundo Doutor sobre um Dalek danificado levado a bordo da nave rebelde humana Aristotle no futuro, que declara que sua própria raça deve ser destruída. Clara concorda em auxiliá-lo em ajudar o Dalek "bom", apesar da afirmação do Doutor de que os Daleks não podem ser transformados em bons.
O Doutor, Clara e três soldados rebeldes são miniaturizados para que possam entrar no Dalek - apelidado de "Rusty" pelo Doutor - para determinar o que o está tornando bom. Entrando em Rusty, eles encontram seu "cofre córtex", que o Doutor descreve como tecnologia Dalek projetada para suprimir qualquer compaixão no mutante que vive dentro da casca, bem como armazena todas as suas memórias. Rusty, falando com o Doutor, relata a beleza que testemunhou na galáxia, incluindo a criação de uma estrela. Rusty concluiu que Daleks deveriam ser destruídos por querer destruir aquela beleza. O Doutor conserta a célula de energia de Rusty. Isso involuntariamente faz com que ele volte ao seu padrão normal de pensamento.
Rusty contata a nave-mãe Dalek, que envia outros Daleks para destruir a nave rebelde. Dentro de Rusty, Clara convence o Doutor a reconsiderar sua convicção de que os Daleks são irreversivelmente "maus". Dentro do cofre córtex, Clara desperta em Rusty a memória de ver a criação de uma estrela. O Doutor então liga sua mente à consciência de Rusty, mostrando-lhe a beleza do universo. No entanto, Rusty também assimila o ódio profundamente enraizado do Doutor pelos Daleks. Ele extermina seus companheiros Daleks enquanto eles tentam destruir a nave rebelde. Depois de sair de dentro de Rusty, o Doutor fica perturbado porque Rusty viu apenas ódio dentro dele; ele esperava uma "vitória" na criação de um Dalek "bom". Rusty responde que o Doutor é um bom Dalek, enquanto ele próprio não é. Rusty envia um sinal de retirada para a nave-mãe Dalek, fazendo-a acreditar que a Aristotle se autodestruiu.
O Doutor recusa a oferta da soldado sobrevivente Journey de viajar com ele, dizendo a ela que deseja que ela não seja um soldado. O Doutor leva Clara de volta ao seu escritório momentos depois de ela sair. Ao sair, Clara esbarra em Danny, que fica feliz pelo fato de que ser um ex-soldado não a impede de namorar com ele.

### Continuidade
Cenas dos episódios "Dalek" (2005) e "Journey's End" (2008) podem ser vistas ao fundo enquanto o Doutor "se funde" com a mente de Rusty. O Doutor também refere-se ao seu primeiro encontro com os Daleks em Skaro no serial The Daleks (1963–64).

## Produção
O episódio foi co-escrito pelo showrunner e produtor executivo da série, Steven Moffat e por Phil Ford. Moffat concebeu a ideia enquanto discutia possíveis conceitos para um jogo de computador de Doctor Who.
A leitura do episódio ocorreu no dia 17 de dezembro de 2013, mesmo dia do episódio anterior, "Deep Breath". As filmagens começaram em 25 de janeiro de 2014 e aconteceram na usina de Uskmouth, que já havia servido de locação para o especial de Natal de 2011, "The Doctor, the Widow and the Wardrobe". As filmagens também aconteceram em St Athan, Newport, e em um hangar nos arredores de Cardiff. As filmagens regulares foram concluídas em 18 de fevereiro de 2014. A última cena a ser filmada foi a de Gretchen (Laura dos Santos) e Missy (Michelle Gomez), que foi filmada simultaneamente com a cena semelhante com o Homem Meia-Face de "Deep Breath" em 23 de maio de 2014. Como o diretor Ben Wheatley não estava disponível na data, Rachel Talalay, não-creditada, dirigiu ambas as cenas; ela consultou Wheatley e tentou incorporar suas ideias.

## Transmissão e recepção

### Vazamento
Como parte dos vazamentos da 8.ª temporada, tanto o roteiro quanto uma versão preliminar do episódio vazaram online de um servidor em Miami. Apesar do fato de que a cópia online inicial do episódio continha uma falha que impedia o download, uma versão funcional apareceu online na segunda semana de agosto de 2014.

### Promoção
Dois clipes do episódio foram apresentados juntos com uma entrevista com Peter Capaldi na BBC News em 7 de agosto de 2014. Em 25 de agosto, um clipe de dez segundos foi lançado mostrando o reencontro do Doutor com um Dalek solitário. Os mesmos clipes foram relançados em 27 de agosto em formato ligeiramente estendido.

### Audiência
"Into the Dalek" foi assistido por 5,2 milhões de telespectadores no Reino Unido após sua transmissão inicial, de acordo com números não oficiais da noite, conquistando um share de 24,7% de toda a audiência da TV, tornando-o o segundo programa com maior audiência da noite. O episódio foi assistido por 7,29 milhões de pessoas de acordo com os números finais de audiência, tornando-se o segundo programa mais assistido durante toda a semana na BBC One e o nono mais assistido em todos os canais. Nos Estados Unidos, a estreia exibida na BBC America teve uma audiência de 1,22 milhão de telespectadores, bem abaixo dos 2,19 milhões de telespectadores conquistados em "Deep Breath". O episódio recebeu uma pontuação no Índice de Apreciação do Público de 84, considerado "Excelente".

### Recepção crítica
| Críticas profissionais: | Críticas profissionais: |
| Avaliações da crítica   | Avaliações da crítica   |
| Fonte                   | Avaliação               |
| ----------------------- | ----------------------- |
| The A.V. Club           | B                       |
| Paste Magazine          | 8,4                     |
| SFX Magazine            | [ 19 ]                  |
| TV Fanatic              | [ 20 ]                  |
| CultBox                 | [ 21 ]                  |
| IndieWire               | A                       |
| IGN                     | 8,4                     |
| New York Magazine       | [ 24 ]                  |
| Digital Spy             | [ 25 ]                  |
| The Daily Telegraph     | [ 26 ]                  |

"Into the Dalek" recebeu críticas amplamente positivas, com a caracterização do Dalek sendo aclamada. Simon Brew, do Den of Geek, escreveu que o episódio "tem uma grande reivindicação... como destaque da série" e que foi "um episódio muito bom e muito divertido", observando as semelhanças com "Dalek" de 2005. Brew elogiou a nova caracterização de Clara e de Capaldi como o Doutor. O The Guardian considerou o episódio "melhor do que o esperado". O jornal destacou o desenvolvimento do personagem de Zawe Ashton em um período tão curto de tempo, e Ben Wheatley por "evocar um sentimento genuíno de ameaça claustrofóbica". Terry Ramsey do The Daily Telegraph deu ao episódio quatro estrelas de cinco, elogiando Capaldi: "Pode ser difícil acreditar em um Dalek bom, mas depois da noite de sábado é fácil acreditar que este será um bom Doutor." A IGN também elogiou o episódio, principalmente o roteiro de Ford e Moffat, afirmando que ele "evolui junto com seus personagens". O site rotulou o episódio como "uma nova versão divertida de um velho inimigo clássico", dando-lhe 8,4 de 10.
Neela Debnath, do The Independent, foi positiva em relação ao episódio, chamando-o de "Uma aventura clássica de ficção científica com todo o espetáculo de um blockbuster", enquanto elogiava a nova dinâmica entre o Doutor e Clara. Tim Liew do Metro comentou que havia gostado bastante do episódio e reagiu positivamente sobre o desenvolvimento da personagem de Jenna Coleman e observou: "o foco rígido em um único inimigo torna este o episódio de Dalek mais ameaçador desde [o episódio] 'Dalek'." Morgan Jeffery do Digital Spy acreditou que o episódio foi uma melhor do que o episódio de abertura da temporada e que "parecia a estreia adequada de nosso novo protagonista". Ele sentiu que a dinâmica entre Capaldi e Coleman era muito semelhante à de Christopher Eccleston e Billie Piper, e chamou o episódio de "inteligente, emocionante e visualmente espetacular", premiando o episódio com quatro estrelas de cinco.
A Forbes fez uma crítica negativa do episódio, criticando a aparição dos Daleks logo após a entrada de Capaldi, dizendo: "Parece que a BBC não tem confiança na aceitação pública de Capaldi como o Doutor", e o conceito de "defeio" do episódio. Eles criticaram a caracterização do Doutor de Capaldi: "o Doutor moderno não é o irascível e egocêntrico William Hartnell daqueles primeiros episódios." No entanto, a revista foi positiva sobre a caracterização de Clara e, no geral, disse: "No entanto, este segundo episódio cheio de ação me tornou muito mais propenso a assistir na próxima semana do que na estreia da semana passada.